# كيليوا (أسطورة)
كيليوا (بالإنجليزية: Kilioa)‏ في الميثولوجيا البولينيزية إحدى المرأتين السحليتين اللتين تحتفظان بنفس الميت سجينة. اسم الأخرى كالامينو Kalamainu.